# Vladimír Hudáček
Vladimír Hudáček (* 28. Oktober 1971 in České Budějovice, Tschechoslowakei) ist ein ehemaliger tschechischer Eishockeytorwart und jetziger -trainer.

## Karriere
Vladimír Hudáček begann seine Karriere als Eishockeyspieler beim HC Vajgar Jindřichův Hradec, für den er in der Saison 1993/94 sein Debüt in der neu gegründeten tschechischen Extraliga gab. Anschließend wechselte der Torwart zu deren Ligarivalen HC Slavia Prag, jedoch verließ er die Hauptstädter noch während der Spielzeit und wechselte für die folgenden eineinhalb Jahre zum HC Vítkovice. Mit Vítkovice unterlag er in der Saison 1996/97 in den Finalspielen dem HC Petra Vsetín in der Best-of-Three-Serie mit einem Sweep. Nachdem er die Saison 1997/98 beim HC Karlovy Vary begonnen hatte, lief er bis 1999 für den HC Plzeň auf. Von 1999 bis 2002 stand der Nationalspieler für den HC Zlín zwischen den Pfosten, ehe er kurz vor Saisonende vom HC České Budějovice verpflichtet wurde.
Nach zwei Jahren in Budějovice wechselte Hudáček im Laufe der Saison 2003/04 zu Molot-Prikamje Perm aus der Wysschaja Liga, der zweiten russischen Spielklasse. Mit den Russen gelang ihm auf Anhieb der Aufstieg in die Superliga, wobei er mit dem besten Gegentorschnitt ligaweit (1,21 Gegentore pro Spiel) der beste Torwart der Liga war. Von 2004 bis 2006 stand der Tscheche für Perm in der Superliga auf dem Eis. Zur Saison 2006/07 unterschrieb er zunächst bei deren Ligarivalen Metallurg Nowokusnezk, ehe er die Spielzeit beim EV Landshut in der 2. Bundesliga und seinem Ex-Club HC Plzeň in der tschechischen Extraliga beendete. Die gesamte Saison 2007/08 verbrachte der Weltmeister von 2000 und 2001 beim HKm Zvolen in der slowakischen Extraliga. Daraufhin kehrte er nach Russland zurück, wo er die Saison 2008/09 in der Wysschaja Liga bei seinem Ex-Club Molot-Prikamje Perm begann, ehe er im Laufe der Spielzeit zu deren Ligarivalen Awtomobilist Jekaterinburg wechselte. Im Anschluss an die Saison beendete er seine aktive Karriere. 
In der Saison 2010/11 war Hudáček als Torwarttrainer beim HK Metallurg Magnitogorsk aus der Kontinentalen Hockey-Liga tätig. 

### International
Für Tschechien nahm Hudáček an den Weltmeisterschaften 2000 und 2001 teil. Bei beiden Weltmeistertiteln blieb er als Ersatztorwart ohne Einsatz.

## Erfolge und Auszeichnungen
- 1997 Tschechischer Vizemeister mit dem HC Vítkovice
- 2000 Goldmedaille bei der Weltmeisterschaft
- 2001 Goldmedaille bei der Weltmeisterschaft
- 2004 Meister der Wysschaja Liga und Aufstieg in die Superliga mit Molot-Prikamje Perm
- 2004 Bester Gegentorschnitt der Wysschaja Liga